# Guerre moghul-safavidi
Le guerre moghul-safavidi (o guerre moghul-persiane o guerre indo-persiane) furono una serie di guerre combattute tra l'Impero moghul e l'Impero safavide nel territorio del moderno Afghanistan. I moghul consolidarono il loro controllo negli attuali territori di India e Pakistan nel corso del XVI secolo, e gradualmente entrarono in conflitto con gli imperi safavide e afsharide, guidati da Abbas il Grande e da Nader Shah rispettivamente. Oltre all'invasione di Nadir Shah dell'Impero Mughal, gran parte del conflitto tra le due potenze si concentrò sulle battaglie per il controllo della città strategica di Kandahar. Dal punto di vista dei safavidi, l'esercito moghul si dimostrò molto meno potente di quello del loro storico rivale ottomano.

## La guerra del 1622–23
La prima guerra tra i due imperi fu quella del 1622-1623 che venne combattuta nell'area strategica della città di Kandahar in Afghanistan, e che portò ad una chiara vittoria dei persiani.

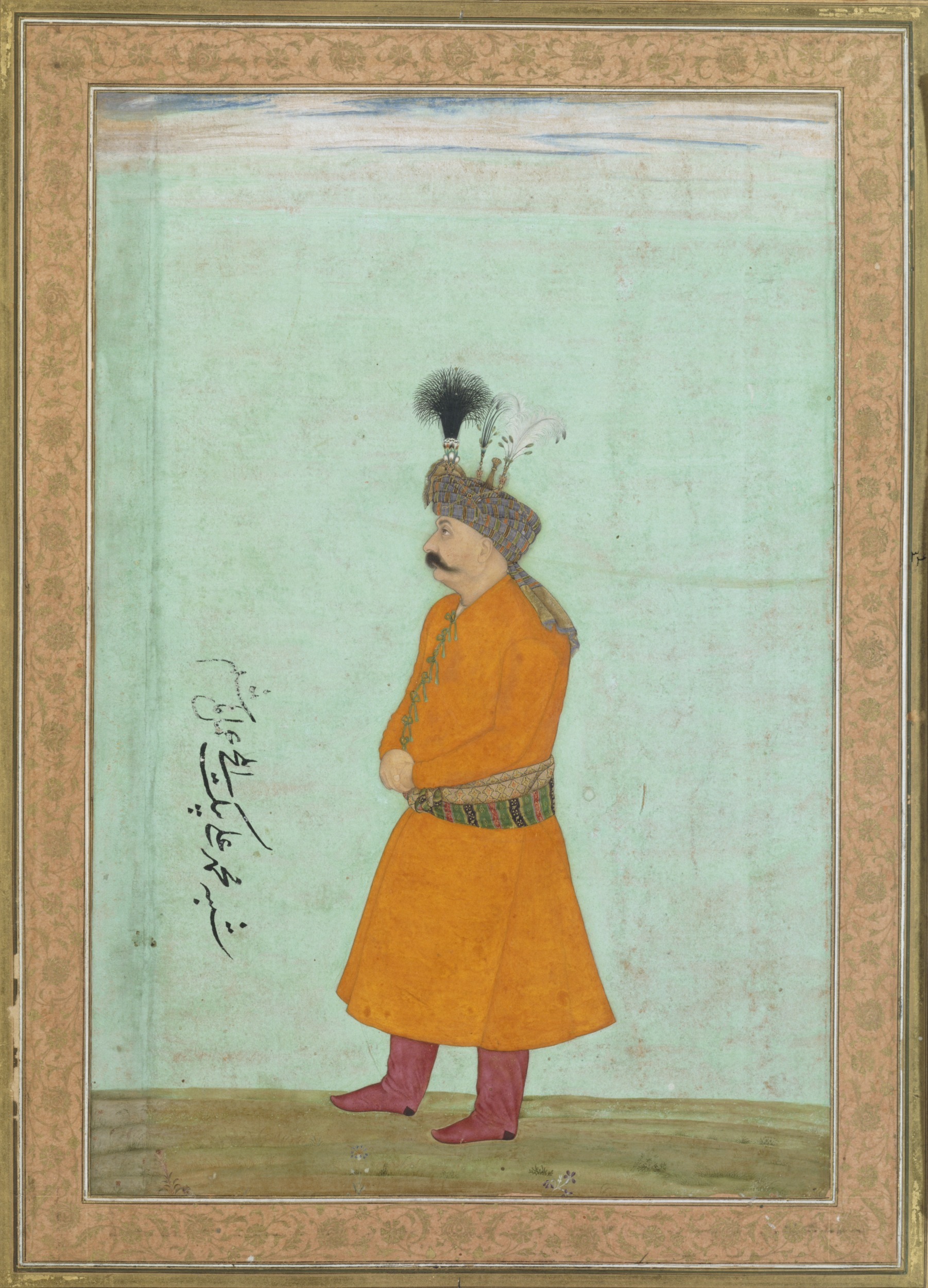
Muhammad Ali Beg fu l'ambasciatore persiano inviato alla corte moghul di Jahangir da Abbas I di Persia, giungendo in tempo per il Muharram nel marzo del 1631. Qui rimase sino all'ottobre del 1632, negoziando quindi la fine del conflitto tra moghul e safavidi.

Dopo una serie di grandi vittorie sugli ottomani, lo scià Abbas di Persia volle riconquistare la fortezza strategica di Kandahar che aveva perduto nel 1595 per  causa dell'Impero moghul. Nel 1605 il governatore di Herat, Hosayn Khan, aveva provato ad assediare la città ma le forti difese del governatore moghul, Shah Beg Khan, e l'arrivo di un'armata moghul costrinsero i safavidi alla ritirata. Con la conclusione della guerra ottomano-safavide (1603-1618), lo scià Abbas si sentì sufficientemente sicuro da intraprendere una nuova guerra lungo la frontiera orientale e pertanto nel 1621 ordinò al suo esercito di concentrarsi a Nishapur. Dopo i festeggiamenti per il capodanno a Tabas Gilaki nel Khorasan meridionale, Abbas raggiunse il suo esercito e marciò su Kandahar dove giunse il 20 maggio ed iniziò l'assedio. Jahangir, che pure era informato dei movimenti dei persiani, fu lento nella risposta, non ebbe rinforzi, e con una guarnigione di 3000 uomini non riuscì a resistere a lungo al superiore esercito persiano.
L'imperatore chiese a suo figlio ed erede Khurram che si trovava a Mandu nel Deccan di guidare la campagna, ma Khurram cercò di evitare tale incarico ritenendo di poter perdere il proprio potere politico mentre si trovava lontano dalla corte, impegnato nella campagna militare. Le forze dei moghul diedero prova di essere troppo ridotte per resistere a un assedio, e dopo 45 giorni la città cadde il 22 giugno, seguita poco dopo da Zamindawar. Dopo aver fortificato la città ed aver nominato Ganj Ali Khan quale nuovo governatore, lo scià Abbas tornò nel Khorasan passando per Ghōr, sottomettendo al passaggio gli emiri di Chaghcharan e Gharjistan. La rivolta di Khurram assorbì le attenzioni dei moghul, e pertantonella primavera del 1623 un inviato moghul giunse all'accampamento dello scià con una lettera dall'imperatore che accettava di consegnare Kandahar all'imperatore persiano pur di porre fine al conflitto in corso.

## La guerra del 1649-1653
Un nuovo conflitto tra safavidi e moghul si aprì nel 1649, sempre nel territorio del moderno Afghanistan. La guerra ebbe inizio dopo che l'impero persiano catturò la città e la fortezza di Kandahar e altre città strategiche che fornivano il controllo della regione, mentre i moghul erano in guerra col khanato di Bukhara. I moghul tentarono di riconquistare la città dai persiani, ma senza successo.

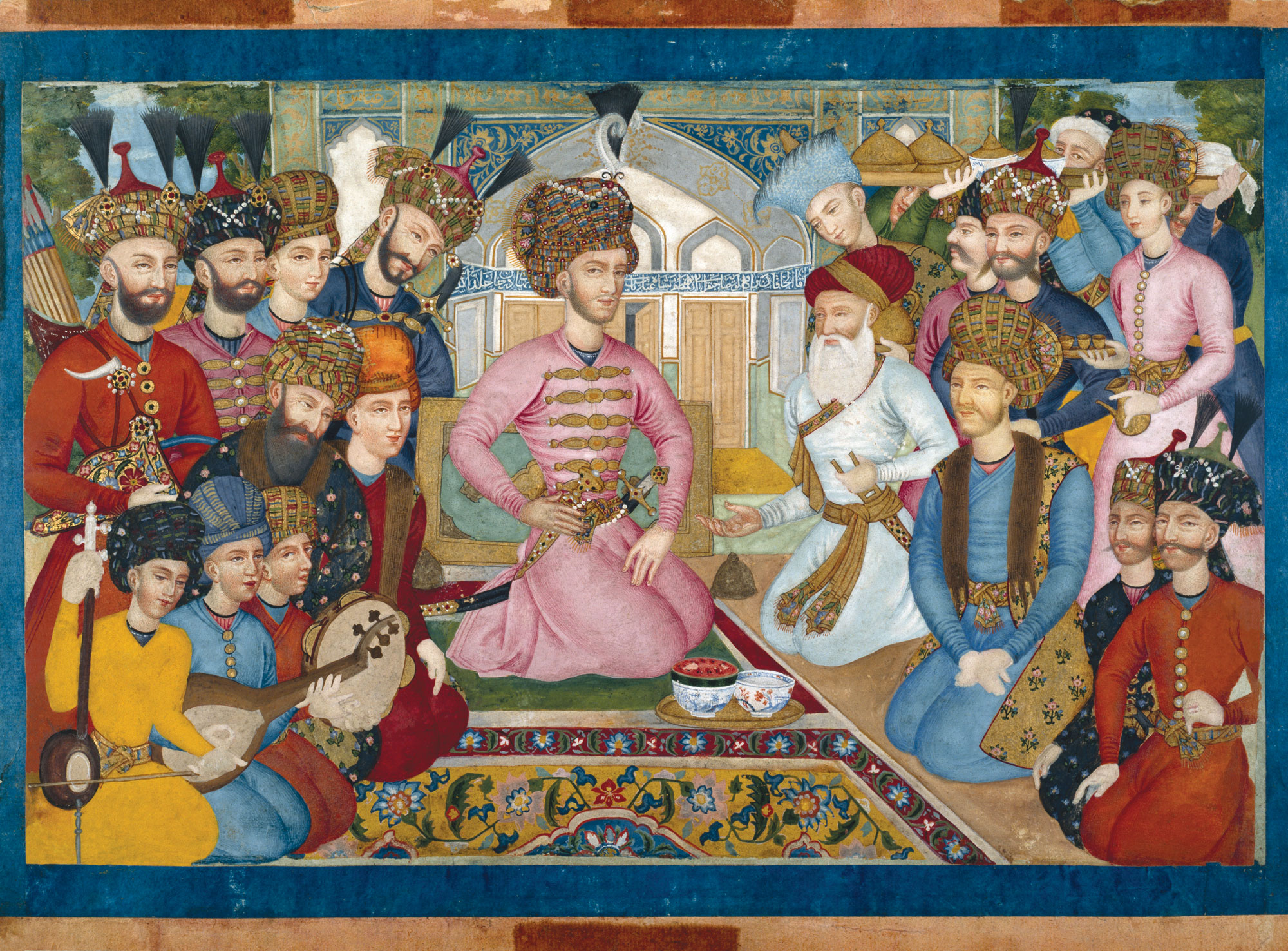
Abbas II di Persia con l'ambasciatore moghul. Dipinto persiano del XVII secolo.

## L'invasione di Nadir Shah dell'Impero Mughal
Attratto dalle ricchezze indiane e sapendo che l'area era estremamente debole, lo scià Nadir Shah di Persia, fondatore della dinastia afsharide, invase l'India settentrionale con un potente esercito di 55 000 uomini, attaccando Delhi nel marzo del 1739. La città venne completamente saccheggiata e razziata;  poi l'esercito persiano sconfisse quello dell'imperatore Muhammad Shah nel corso della Battaglia di Karnal, in meno di tre ore, prendendo il controllo dell'India settentrionale. L'imperatore moghul dovette pregare Nader di avere pietà di lui e del suo popolo, cedendogli le chiavi della città e del tesoro reale (dal quale l'imperatore persiano attinse il leggendario trono del pavone ed i favolosi diamanti Darya-e noor e Koh-i-Noor).